# ريتشارد أندروس
ريتشارد أندروس مواليد 1941 (بالإنجليزية: Richard E. Andrus)‏ هو عالم نبات أمريكي.